# Siska
Siska is een Duitse politieserie gemaakt in opdracht van de ZDF, SF DRS en ORF.
De serie werd uitgezonden van 30 oktober 1998 tot 2008. In Nederland werd de serie door de TROS uitgezonden. De verhalen spelen zich af in München. Peter Siska is een moderne politieman, wars van plichtplegingen. Hij vormt een team met zijn collega's Lorenz Wiegand (acteur Matthias Freihof) en Jacob Hahne (acteur Werner Schnitzer).
De eigenzinnige hoofdcommissaris Siska werd tot oktober 2004 gespeeld door acteur Peter Kremer. Daarna werd de nieuwe hoofdpersoon Viktor Siska, de broer van Peter Siska (een rol van Wolfgang Maria Bauer). 
Siska werd geschreven door onder anderen Herbert Reinecker (bekend van Derrick) en Volker Vogeler (bekend van Der Alte). Ook de regisseurs verdienden hun sporen met de regie van Derrick en Der Alte. Het zijn Hans-Jürgen Tögel, Vadim Glowna, Gero Ehrhardt en Helmuth Ashley.

## Belangrijkste acteurs
- Werner Schnitzer ... 	Jacob Hahne (91 afleveringen, 1998-2008)
- Frank te Neues	... 	Politiedokter (58 afleveringen, 1999-2008)
- Peter Kremer	... 	Peter Siska (56 afleveringen, 1998-2004)
- Matthias Freihof ... 	Lorenz Wiegand (50 afleveringen, 1998-2003)
- Wolfgang Maria Bauer ...  Viktor Siska (37 afleveringen, 2004-2008)
- Tobias Nath ... Gehrard Lessman (37 afleveringen, 2004-2008)

## Afleveringen
1. Der neue Mann
2. Frau Malowas Töchter
3. Tod einer Würfelspielerin
4. Die 10%-Bande
5. Der Bräutigam der letzten Tage
6. Regen in Wimbledon
7. Blackout
8. Fünf Sekunden, höchstens sechs
9. Tod auf Kaution
10. Am seidenen Faden
11. Hart am Abgrund
12. Der Zeuge
13. Der Schlüssel zum Mord
14. Das Ende von Haug
15. Der Jobkiller
16. Leonardos Geheimnis
17. Mord frei Haus
18. Sonjas Freund
19. Das letzte Konzert
20. Du lebst noch drei Minuten
21. Laufsteg ins Verderben
22. Der Erlkönig
23. Zeit genug für einen Mord
24. Herrn Lohmanns gesammelte Mörder
25. Die Zeugin
26. Die halbe und die ganze Wahrheit
27. Das Böse an sich
28. Der Tote im Asphalt
29. Die Hölle des Staatsanwalts
30. Letzte Zuflucht
31. Der zweite Tod des Max Holler
32. 10 Minuten vor Mitternacht
33. Hexe im Feuer
34. Eiskalt auf der Bahre
35. Haß macht blind
36. Im Schatten des Mörders
37. Und dann hilft dir keiner mehr
38. Der Mann im Garten
39. Eine riskante Beziehung
40. Wenn Du erst mal tot bist
41. Engelsgesicht
42. Die Hölle ist anderswo
43. Die Braut aus dem Nichts
44. Der Brief aus Rio
45. Tödliche Begegnung
46. Tödliches Spiel
47. Der verbrannte Mann
48. Russenmusik
49. Am Ende aller Lügen
50. In letzter Minute
51. Feinde sind zum Sterben da
52. Brief aus dem Knast
53. Tödlicher Zwiespalt
54. Morgen bist du tot
55. Böser Engel
56. Abgrund
57. Die Guten und die Bösen
58. Solange das Herz schlägt
59. Verzweifelt
60. Auf den Tod ist Verlass
61. Schlangengrube
62. Ein Stich ins Herz
63. Zellers letzter Auftrag
64. Hass ist ein stiller Mörder
65. Im Falle meines Todes
66. Zuerst kommt die Angst
67. Einfach nur sterben
68. Verlorener Sohn
69. Keine andere Wahl
70. Junger Mann mit Messer
71. Gestehe deine Schuld
72. Bis ins Grab
73. Zwischen Kain und Abel
74. Das Gewissen des Mörders
75. Dunkler Wahn
76. Ankündigung eines schnellen Todes
77. Stirb, damit ich glücklich bin
78. Liebe vor dem Tod
79. Schatten einer Frau
80. Requiem für einen Engel
81. Spiel im Schatten
82. Sei still und stirb
83. Alibi für Tommi
84. Der Tod in deinen Armen
85. Der unbekannte Feind
86. Keiner von uns dreien
87. Schwer wie die Schuld
88. Seele im Nebel
89. Keine Gnade für Ronny Brack
90. Und alles kann man kaufen
91. Die Wahrheit

Adelheid und ihre Mörder ·
Alarm für Cobra 11 - Die Autobahnpolizei ·
Der Alte ·
Bella Block ·
Derrick ·
Das Duo ·
Der Fahnder ·
Ein Fall für zwei ·
Grossstadtrevier ·
Der Kommissar ·
Kommissar Rex ·
Die Kommissarin ·
Polizeiruf 110 ·
Rosa Roth ·
Schimanski ·
Siska ·
SOKO 5113 ·
Stockinger ·
Tatort ·
Ein starkes Team